# Thomas Wulz
Thomas Wulz (* 29. August 1992 in Klagenfurt) ist ein österreichischer Handballspieler.

## Karriere
Wulz begann in seiner Geburtsstadt beim ASKÖ SVVW Klagenfurt Handball zu spielen. Nachdem der Verein 2009 aus der Handball Bundesliga Austria abstieg wechselte der 1,72 Meter große Außenspieler zum Stadtrivalen HC Kärnten. Mit den Klagenfurtern erreichte er 2009/10 und 2011/12 das obere Play-off der HBA konnte sich aber für keinen HLA-Platz qualifizieren. 2012 wechselte er zu Union Leoben und spielte damit, zum ersten Mal in seiner Karriere, in der ersten Liga.

## Saisonbilanzen

### HLA
| Saison    | Verein       | Spielklasse | Tore | 7-Meter   | Feldtore |
| --------- | ------------ | ----------- | ---- | --------- | -------- |
| 2012/13   | Union Leoben | HLA         | 52   | 0/0       | 52       |
| 2013/14   | Union Leoben | HLA         | 15   | 0/0       | 15       |
| 2014/15   | Union Leoben | HLA         | 77   | 0/0       | 77       |
| 2015/16   | Union Leoben | HLA         | 36   | 0/1       | 36       |
| 2016/17   | Union Leoben | HLA         | 78   | 0/2       | 78       |
| 2008–2017 | gesamt       | HLA         | 258  | 0/3 ( 0%) | 258      |

### HBA
| Saison    | Verein               | Spielklasse | Tore | 7-Meter      | Feldtore |
| --------- | -------------------- | ----------- | ---- | ------------ | -------- |
| 2008/09   | ASKÖ SVVW Klagenfurt | HBA         | 37   | 4/5          | 33       |
| 2009/10   | HC Kärnten           | HBA         | 26   | 4/5          | 22       |
| 2010/11   | HC Kärnten           | HBA         | 106  | 9/14         | 97       |
| 2011/12   | HC Kärnten           | HBA         | 65   | 5/6          | 59       |
| 2008–2012 | gesamt               | HBA         | 234  | 22/30 (73 %) | 212      |